# Ferrari 550
Ferrari 550 Maranello і 550 Barchetta (Type F133) — двомісні спортивні автомобілі класу Гран-турізмо італійської компанії Ferrari, які прийшли на зміну Ferrari Testarossa і виготовлялись з 1996 по 2001 роки, коли були замінені на Ferrari 575M Maranello в 2002 році. 550 Maranello позначила повернення Ferrari до компонування зі спереду розташованим двигуном і задніми ведучими колесами на 2-місній 12-циліндровій моделі, через 23 роки після  того, як 365 GTB/4 Daytona була замінена на Berlinetta Boxer, з середнім розташуванням двигуна.

## Історія

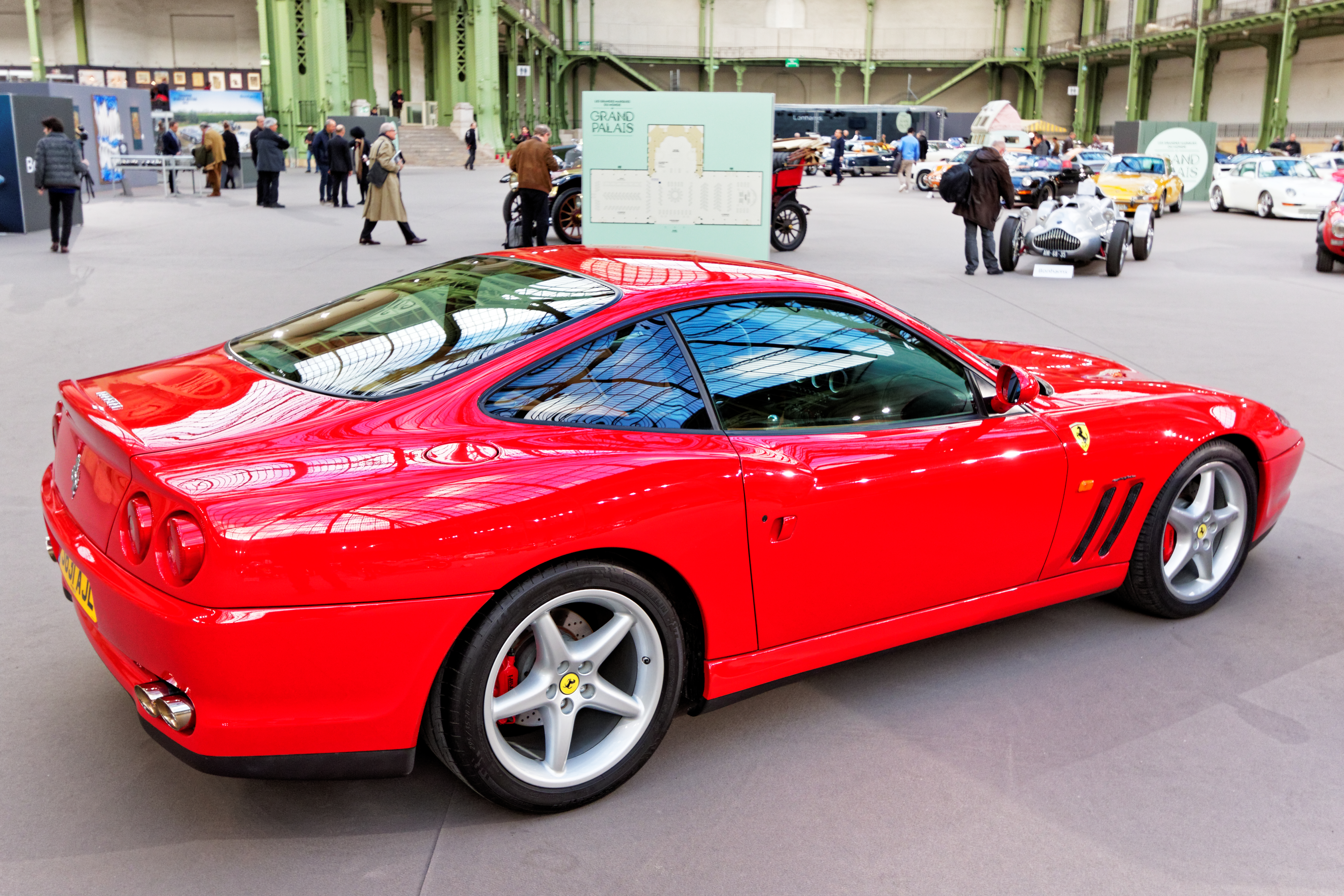
Ferrari 550 Maranello

З 1973 року, коли традиційну 365 GTB/4 Daytona з переднім розташуванням двигуна замінили на Berlinetta Boxer з середнім розташуванням двигуна, 12-циліндрова 2-місна топ-модель Ferrari використовувала встановлений посередині опозитний двигун 180° V12. Berlinetta Boxer пізніше переросла в Testarossa, чиєю останньою еволюцією була F512 M 1994 року. Під президентством Луки Кордеро ді Монтецемоло, який вступив на посаду в 1991 році, була розроблена заміна F512 M як традиційний спорт-кар класу Гран-турізмо зі спереду розташованим двигуном V12.

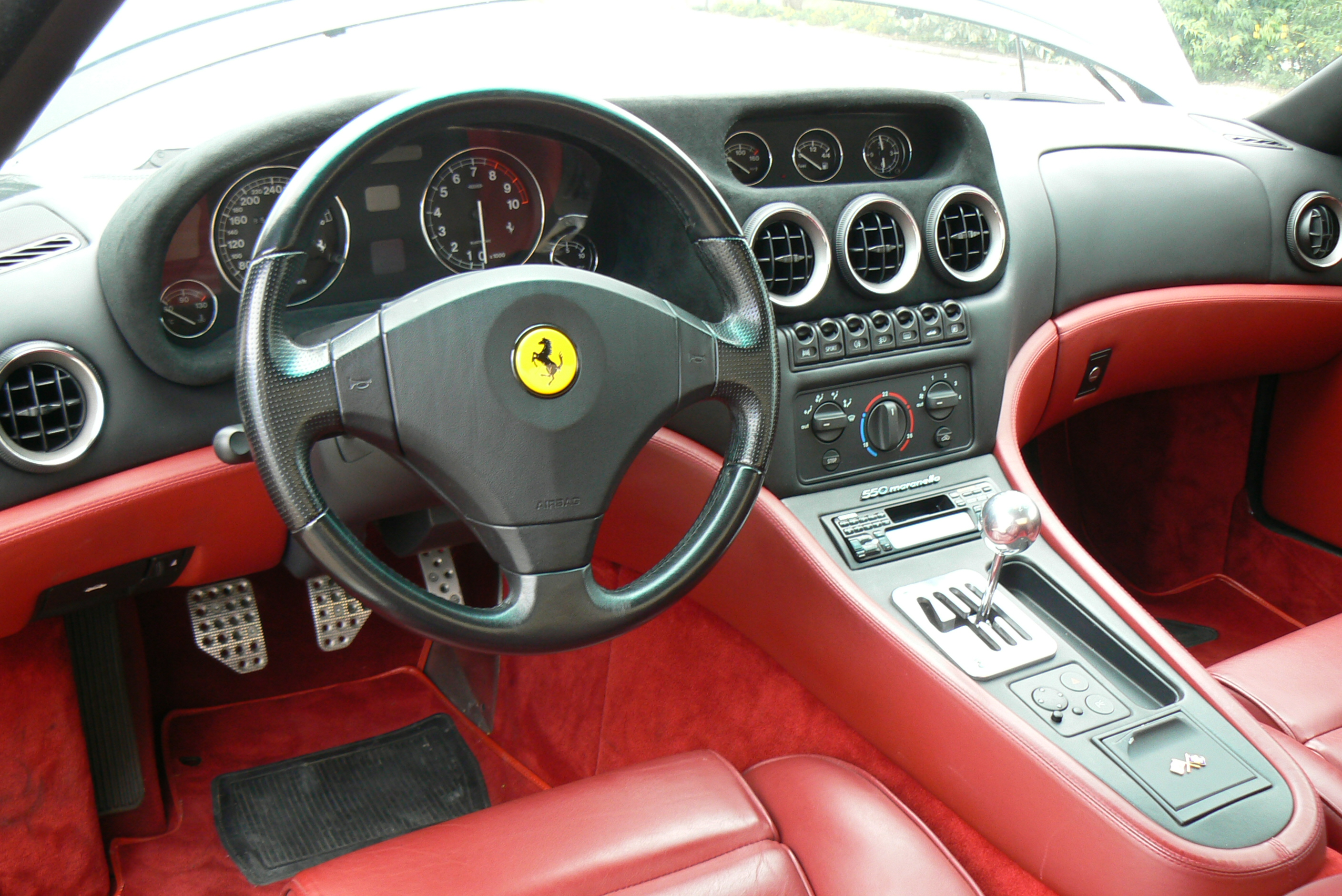
Салон Ferrari 550

Після 30 місяців розробки, Ferrari 550 Maranello була презентована в липні 1996 року на гоночному кільці Нюрнберга, Німеччина. Назва моделі відносилась до загального позначення об’єму двигуна 5,5 л в децилітрах і до міста Маранелло, де знаходиться штаб-квартира і завод Ferrari. Pininfarina виконала дизайн і екстер’єру, й інтер’єру машини. Рама і головні компоненти двигуна ділились з 2+2 Ferrari 456, хоча колісна база в 2,500 мм (98.4 дюймів) на 550 була на 100 мм (3.9 дюйми) коротшою від 456. В 2002 550 була замінена на 575M Maranello, не повністю новою моделлю, але радше всебічно покращеною версією (modificata, модифікована, у висловленні Ferrari) автомобіля, оснащеною більшим 5,75 л двигуном. В сумі було виготовлено 3,083 автомобілів 550 Maranello.

## Опис

### Кузов і шасі
550 використовувала компонування зі спереду розташованим двигуном і задніми ведучими колесами, з 6-ступеневою КПП, розташованою на задній осі разом з диференціалом з підвищеним внутрішнім спротивом. До сталевої трубчастої просторової рами на шасі припаювались алюмінієві панелі кузова. Кузов ательє Pininfarina мав коефіцієнт аеродинамічного спротиву 0.33. Підвіска складалась з подвійних поперечних важелів з коаксіальними витими пружинами, амортизаторами на всіх чотирьох кутах і стабілізаторами поперечної стійкості спереду й ззаду. Рульове управління було рейковим зі змінним підсилювачем. Вентильовані дискові гальма були 330 мм (13.0 дюймів) спереду і 310 мм (12.2 дюймів) ззаду. Магнієвий сплав використовувався для 18-дюймових коліс. Електронна система допомоги водія включала регулювання проти ковзання, яке можна налаштовувати на двох рівнях або вимикати повністю, і вилочна анти блокувальна система.

### Двигун

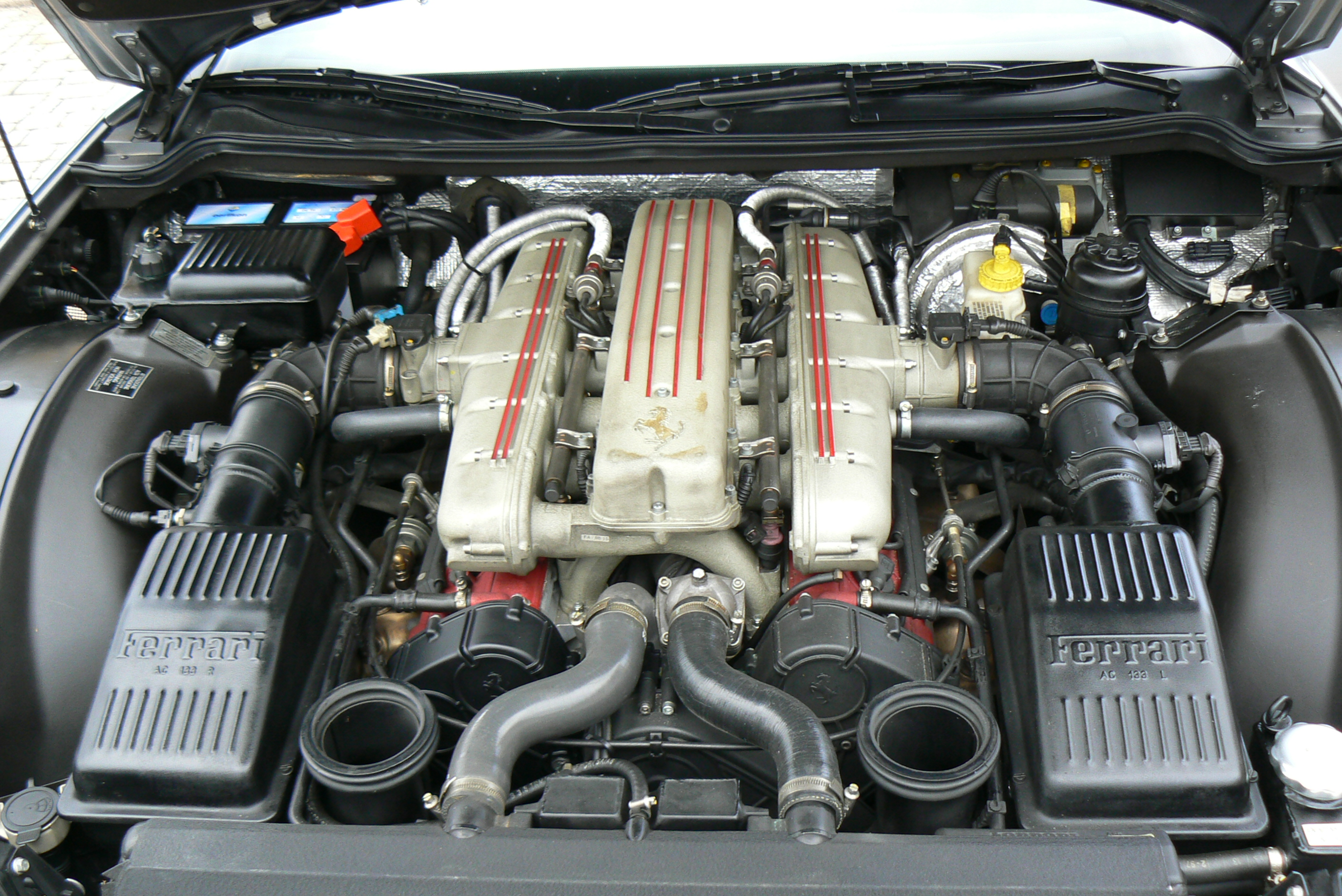
Двигун Ferrari 550

Двигун Tipo F133A/C V12, безнаддувний, з кутом розвалу 65°, з 4 клапанами на циліндр, з подвійними верхніми кулачками і впускний колектор змінної довжини. Його об’єм 5,473.91 см³ (334.0 куб. дюйми) і виробляв 478 к. с. (357 кВт) на 7,000 об./хв.. і 568.1 Н•м (419 фунт•фут) на 5,000 об./хв. Діаметр циліндра і хід поршня складали 88 мм і 75 мм відповідно.

### Динамічні характеристики
Згідно з виробником, 550 Maranello мала максимальну швидкість 320 км/год. (199 миль/год.), і міг розганятись з місця до 100 км/год. (62 миль/год.) за 4.4 секунди. Тестуючи 550 Maranello в 2000 році, американський автомобільний журнал Motor Trend зафіксував час розгону від 0 до 60 миль/год. (0 до 97 км/год.) за 4,2 секунди, від 0 до 100 миль/год. (0 до 161 км/год.) – 9,6 секунд, і долання ¼ милі (0.4 км) за 12,5 секунд на 116.9 милях/год.

## 550 Barchetta

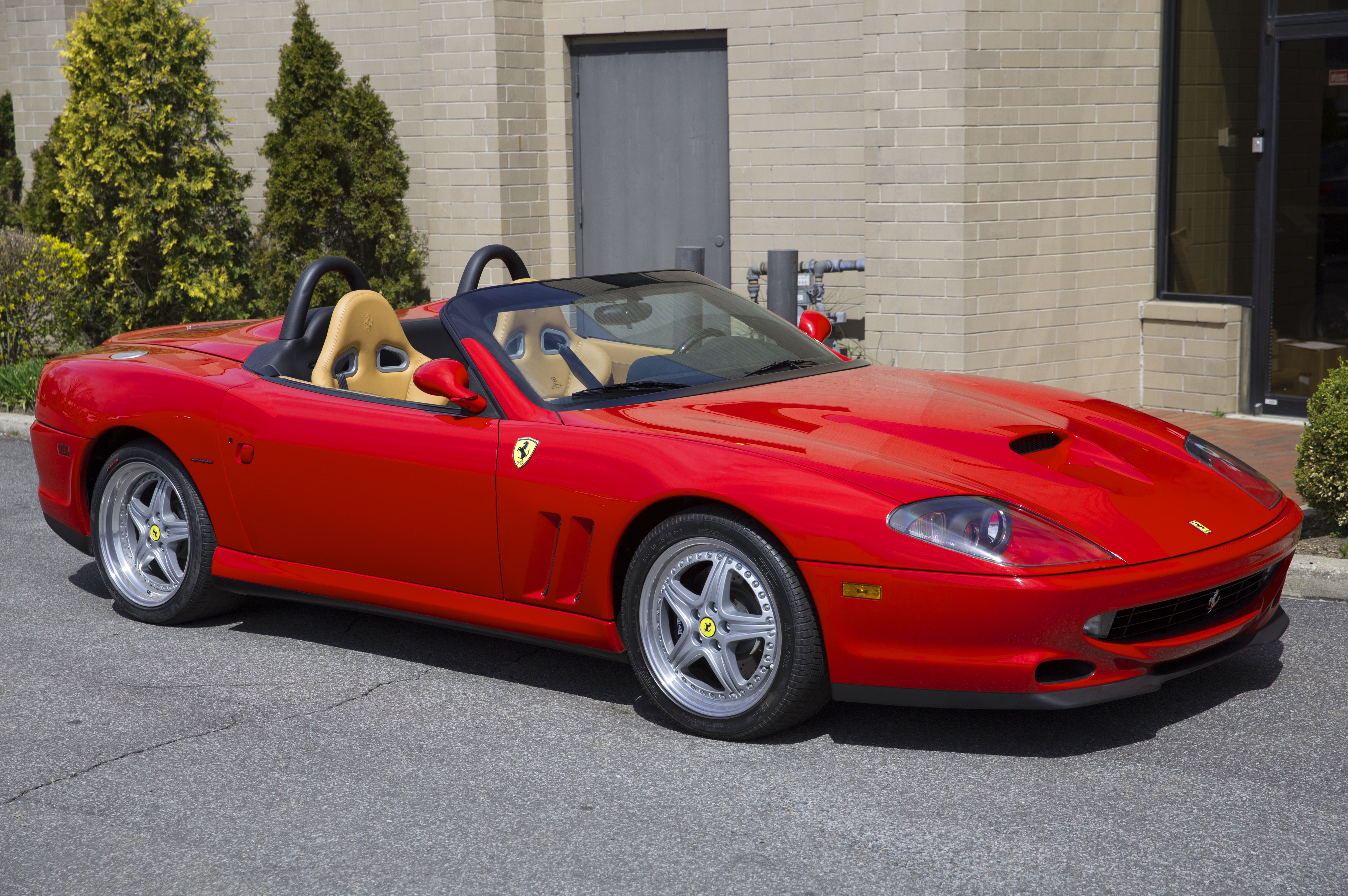
Ferrari 550 Barchetta (2000–2001)

В 2000 року на Паризькому автосалоні був представлений відкритий варіант — 550 Barchetta. Ця Barchetta Pininfarina була справжнім родстером без жодного складаного даху. Фабрика ставила м’який дах, але він призначався лише для тимчасового використання, так як було застереження проти використання даху на швидкості більше 70 миль/год. (110 км/год.). В сумі було виготовлено 448 автомобілів Barchetta, на 4 більше від запланованих спочатку, у зв’язку з зацікавленням виходу на японський ринок. Перед 448 автомобілями були 12 прототипів, пронумеровані P01–P12 на їхніх бляшках в інтер’єрі. Ззовні прототипи і серійні автомобілі не відрізнялись.

## Автоспорт

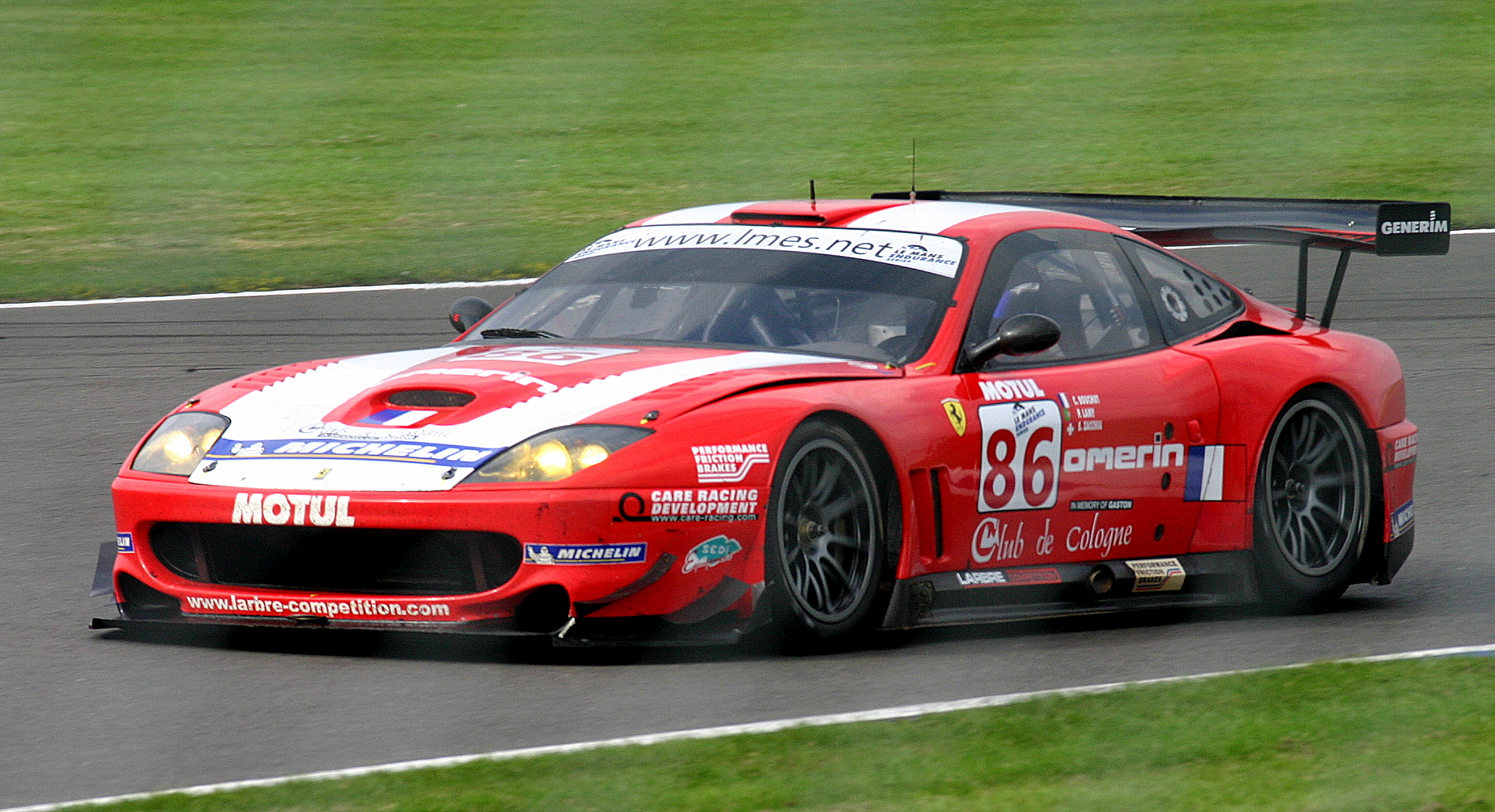
Ferrari 550 GTS

Хоча автомобіль і не був призначений для автоспорту, деякі приватні команди розробляли самі 550 для участі в деяких серіях. Перший гоночний 550 був побудований для Red Racing відповідно до правил ФІА. Italtecnica допомагала в розробці проекту. Автомобіль був названий 550-GT і вперше протестований у квітні 1999 року. Він використовувався в чемпіонаті FFSA GT у Франції з кінця 1999 по 2000 рік.

## Ferrari 550 в культурі і сувенірній продукції
Ferrari 550 Maranello присутня в грі Need for Speed: High Stakes 1999 року, а Ferrari 550 Barchetta — в грі Need for Speed: Hot Pursuit 2 2002 року. Також 550 Barchetta присутня в грі OutRun 2006: Coast 2 Coast в 2 версіях: простій і OutRun. В грі GTR 2 – FIA GT Racing Game, яка приурорчена перегонам класу FIA, присутня модифікація Ferrari 550GTS Maranello.
- Це одна з 50 машин, які потрібно було викрасти Ніколасу Кейджу в фільмі "Викрасти за 60 секунд".
- Автомобіль головного героя Джека Кемпбелла у фільмі Сім'янин в реальному житті, роль якого також зіграв Ніколас Кейдж.
- Машина головних героїв фільму "Погані хлопці 2".

Автомобіль Ferrari 550 (Maranello і Barchetta) випускався багатьма виробниками масштабних моделей, зокрема Bburago (модель Maranello в масштабах 1:43, 1:24, 1:18), Maisto (Maranello — 1:18, 1:24, 1:43), Hot Wheels (Maranello - 1:18, 1:64 і Barchetta — 1:18), GE Fabbri для журнальної серії Ferrari Collection (Maranello, Barchetta, 550 Le Mans — 1:43)

## Нагороди
5,5 літровий двигун V12 став двигуном року в номінації «більше 4 літрів» в 2000 та 2001 роках.